# 安德烈·萨尔蒙
安德烈·萨尔蒙（André Salmon，1881年10月4日—1969年3月12日）是一位法国诗人，艺术评论家和作家。他与阿波利奈尔和莫里斯尔·雷纳尔是立体主义的捍卫者。

## 个人简介
安德烈·萨尔蒙生于巴黎。在1897年至1902年，他居住于圣彼得堡，一开始他与他的父母一同住在那儿，后来他成为了法国驻圣彼得堡大使馆的一名助理。
1902年他回到法国服兵役，但由于虚弱的身体他在几个月以后被遣送回家了。在20世纪的第一个十年，他混迹于巴黎拉丁区的文学界。然后，他会见了纪尧姆·阿波利奈尔和一群年轻的艺术家，他们一起成立了一个艺术团体。 1904年，他搬进了洗濯船，和毕加索，马克斯·雅各布和阿波利奈尔一同生活在那里。
在1964年他被法国科学院授予诗歌大奖。

## 作品
他的一些作品有：
- Créances (1926)
- Carreaux (1928)